# Солістка балету (фільм)
«Солістка балету» — радянський художній фільм 1947 року, знятий режисером Олександр Івановським на кіностудії «Ленфільм».

## Сюжет
Романтичний музичний фільм про творчий шлях двох молодих артистів, які люблять один одного — балерини Наташі Субботіної і оперного співака Олексія Озерова.

## У ролях
- Міра Редіна —  Наташа Субботіна
- Віктор Казанович —  Олексій Озеров
- Ольга Жизнєва —  Віра Георгіївна Нелідова, викладач хореографічного училища
- Володимир Гардін —  професор консерваторії Любомирський
- Галина Уланова —  балерина Синельникова
- Володимир Преображенський —  її партнер
- Нонна Ястребова —  Ольга Верейська
- Ніна Болдирєва —  мати Ольги
- Костянтин Адашевський —  батько Ольги
- Олександр Орлов —  акомпаніатор Аполлон Володимирович Іволгін
- Федір Курихін —  Кузьма, швейцар хореографічного училища
- Анатолій Нелідов —  дідусь Наташі
- Олександра Тришко —  бабуся Наташі
- М. Камалетдінов —  Микола Лебедєв, партнер Наташі
- Тетяна Пилецька —  епізод

## Знімальна група
- Автори сценарію: Арон Ерліх, Олександр Івановський
- Режисер: Олександр Івановський
- Оператор: Аркадій Кольцатий
- Художник: Ісаак Махліс
- Композитор: Венедикт Пушков